# Chiesa di Santa Maria delle Grazie (Pistoia)
La chiesa di Santa Maria delle Grazie di Pistoia è una chiesa rinascimentale, e si trova vicino allo Spedale degli Infermi di Santa Maria del Ceppo.

## Storia e descrizione
La piccola chiesa sorse in sostituzione di un oratorio eretto in una stanza dell'ospedale dei Santi Donnino e Lorenzo in cui nel 1336 una fanciulla era stata guarita dall'intervento miracoloso della Vergine Maria: nel 1469 il Consiglio del Popolo di Pistoia deliberò lo stanziamento di una notevole somma di denaro e al posto dell'oratorio fu eretta l'attuale chiesa rinascimentale, probabilmente ad opera dell'architetto pistoiese Ventura Vitoni e non del fiorentino Michelozzo. Il coro ha struttura che si ispira alla brunelleschiana Cappella dei Pazzi di Santa Croce a Firenze.
Il letto del miracolo, conservato in una cappella della chiesa, testimonia ancora la generosità del benefattore Giovanni di Matteo Gualdimari pistoiese in data 5 luglio 1330 che, oltre al denaro aveva dotato l'antico ospedale di letti a una piazza e non di pancacci capaci di molti degenti come di solito avveniva. Da questo letto il Santuario trae il nome popolare di "Madonna del Letto " Nelle testate del letto si legge,a capo: Pregate Dio per l'anima di Condoro di Giovanni da Monte Chatini A.D. MCCCXXXVI; sulla tavola a piedi: Pregate Dio per l'anima di Feduccio di Chele Mogioni. A.D.MCCCXXXVII.Dopo il fatto prodigioso della guarigione della giovinetta, venne figurata l'Immagine della Madonna,in stile giottesco. La singolare presenza nel Santuario di un letto dello Spedale,del secolo XIV,indica la fiducia riposta dei malati nella Madonna, muovendo la taumaturgica leva della Speranza,che prima solleva le pene del dolore e poi spalanca le porte verso la trepidante attesa della Grazia per la guarigione.
L'interno conserva diverse opere d'arte, tra le quali, al primo altare a destra, dei Rospigliosi, una tavola con Santa Caterina d’Alessandria di Giovan Battista Naldini, del nono decennio del Cinquecento, e all'altare Sozzifanti dirimpetto una Assunta e Santi di Alessandro Fei, databile ai primi anni ottanta.

### Organo a canne
Nella chiesa è collocato un organo a canne costruito da Filippo e Antonio Tronci di Pistoia nel 1755. Lo strumento, a trasmissione integralmente meccanica, ha una tastiera di 45 note con prima ottava corta e una pedaliera di 8 pedali costantemente unita alla tastiera.

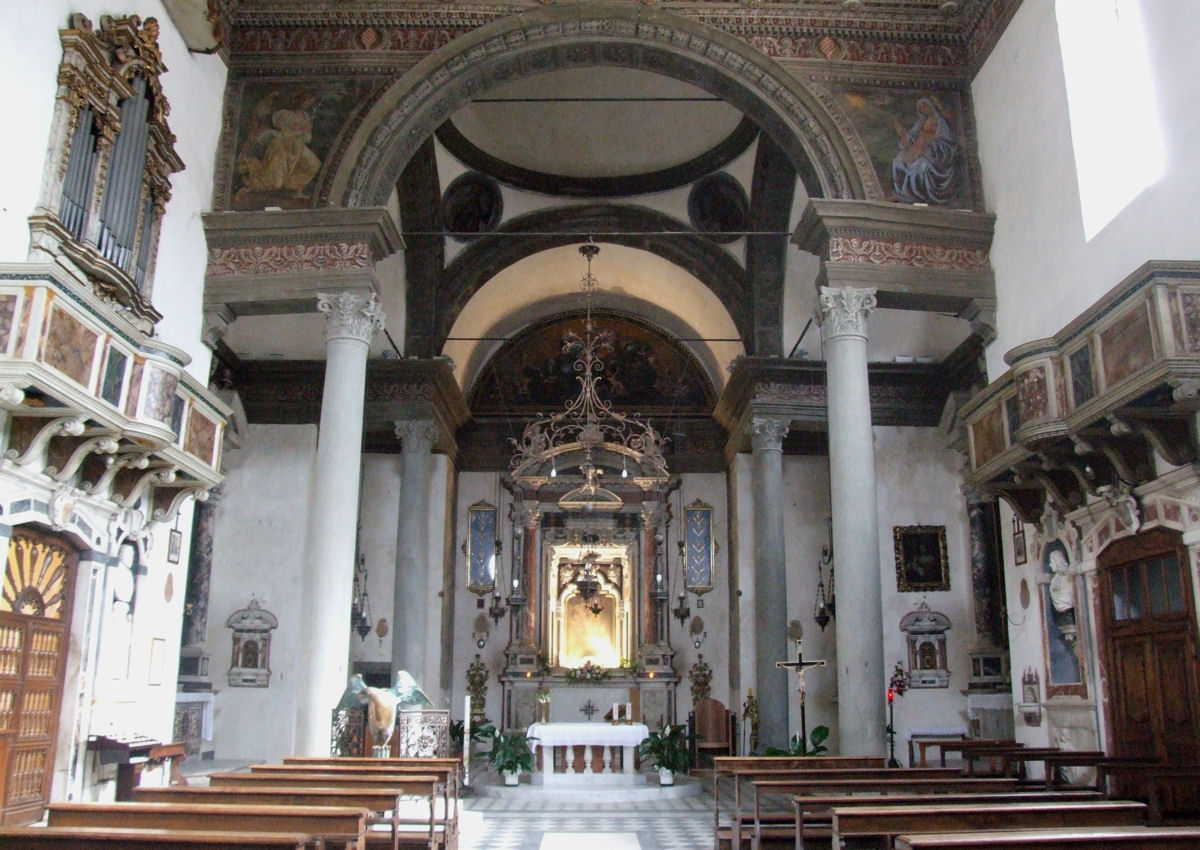
L'interno della chiesa
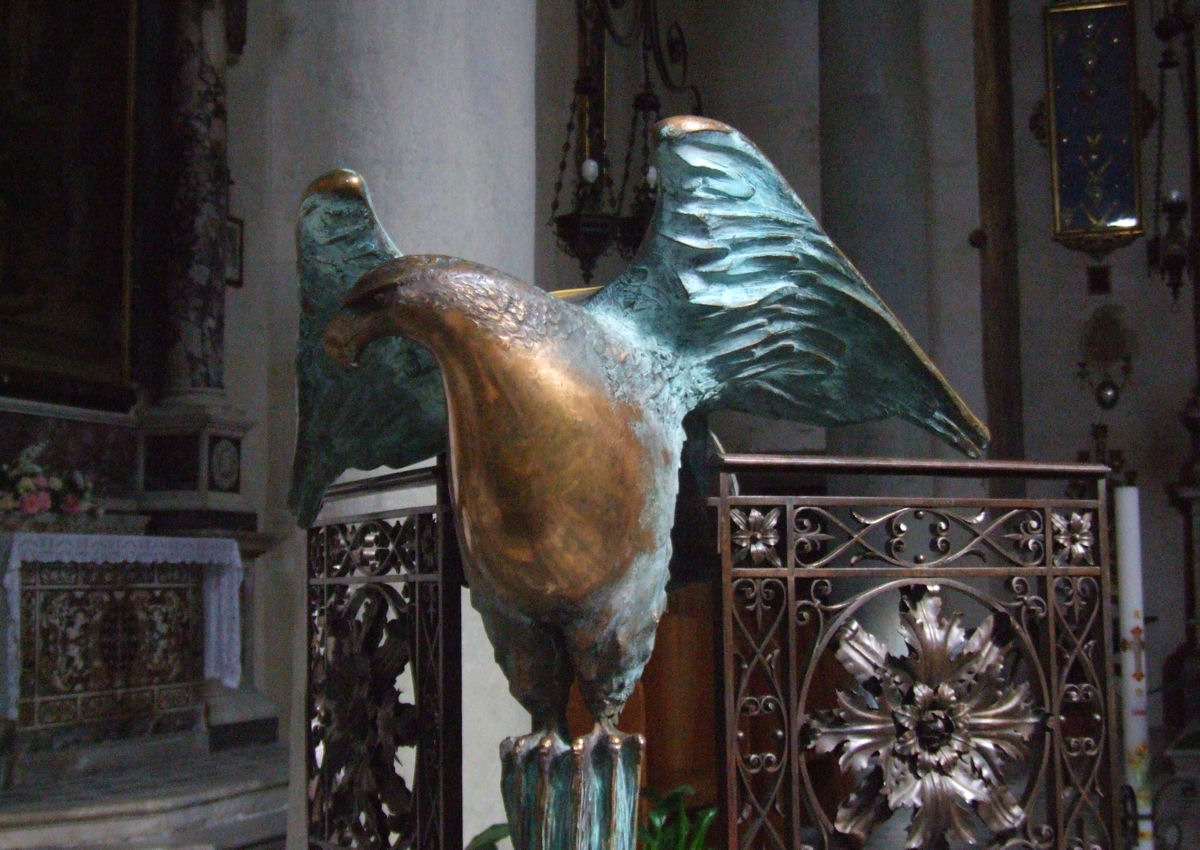
Leggio bronzeo
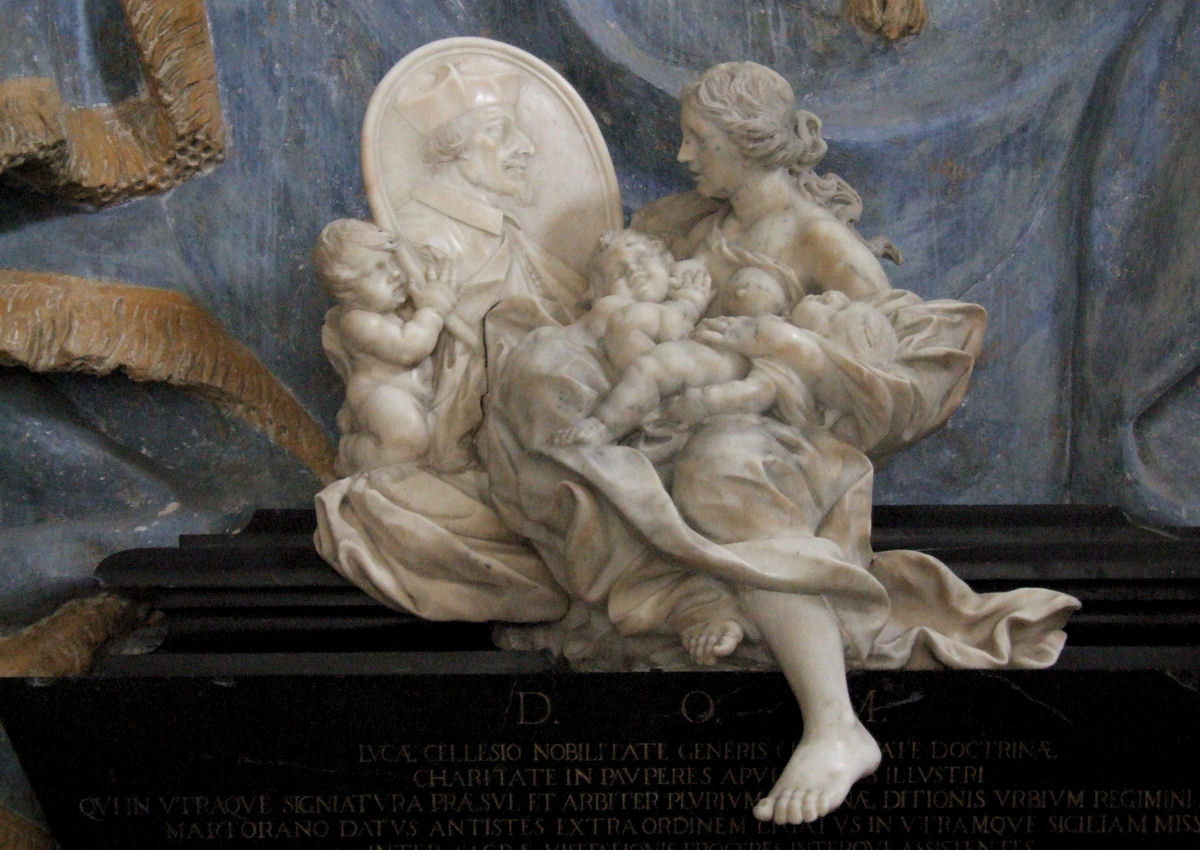
Scultura funebre